# Fréchencourt
Fréchencourt település Franciaországban, Somme megyében. Lakosainak száma 254 fő (2022. január 1.). Fréchencourt Béhencourt, Montigny-sur-l’Hallue, Pont-Noyelles, Querrieu és Saint-Gratien községekkel határos.

## Népesség
A település népességének változása:
| Lakosok száma | 268  | 270  | 263  | 259  | 258  | 259  | 257  | 254  |
|               | 2013 | 2015 | 2017 | 2018 | 2019 | 2020 | 2021 | 2022 |